# Димитър Маджаров (компания)
 Тази статия е за компанията.  За революционера вижте Димитър Маджаров.  
„Димитър Маджаров“ е българска компания за производство и дистрибуция на хранителни продукти, по-специално месни (колбаси, сурови меса и полуфабрикати) и млечни продукти. Продуктите на компанията се изнасят в 16 европейски страни, Кипър, Малта, Великобритания и Нова Зеландия, най-големите партньори на компанията са мрежите на „Билла“, „Лидл“, „Метро“, „Кауфланд“, „Фантастико“, „Т Маркет“ и др.
Компанията носи името на своя основател и собственик Димитър Маджаров.
Ръководител на месопреработвателното предприятие е Димитър Маджаров, а съпругата му Юлия Маджарова се грижи за преработката на мляко. Дъщерята на Димитър и Юлия Маджарови – Станислава Маджарова – е търговски директор маркетинг, продажби и износ.
Централният офис и месопреработвателният завод се намират в град Пловдив, а млекопреработвателното предприятие – в град Стамболийски.

## История
През 1991 г. компанията „Димитър Маджаров“ е създадена като предприятие за търговия и дистрибуция на храни в гр. Пловдив, България.
През 1994 г. компанията започва собствено производство на колбаси, на пазара се появява асортимент от кренвирши и наденици с марката „Димитър Маджаров“.
През 1999 г. компанията започва производство на сирене и кашкавал – в мандрата в гр. Стамболийски.
Още през 2005 г. в производството са въведени добри производствени практики (GMP).
От 2006 г. до 2011 г. в производството са въведени системата НАССР, ISO 9001 и International Food Standard (IFS). Покриват се множество изисквания – на БДС стандарта, за Bio храните, стандарт за храните с традиционно специфичен характер.
През 2007 година, с цел подобряване качеството на произвежданите хранителни продукти, компанията открива нов месопреработвален завод с капацитет 30 тона свежо месо дневно.
През 2012 г. четири произвеждани от „Димитър Маджаров“ продукта са регистрирани в Европейския съюз като храни с традиционно-специфичен характер: роле „Трапезица“, кайсерован врат „Тракия“, филе „Елена“, луканка „Панагюрска“.
През 2015 г. фирма „Димитър Маджаров“ стартира производството на кисело мляко.
През 2021 г. се въвежда първата линия за производство на прясно мляко.

## Благотворителност
„Димитър Маджаров“ подкрепя различни организации и инициативи в областта на културата, изкуството, туризма, здравеопазването и др. През 2020 г. например дежурните лекари в УМБАЛ „Свети Георги“ в Пловдив (Университетска болница) за Бъдни вечер и Коледа получават благотворителни комплекти месни и млечни продукти от основателя на предприятието.

## Награди
- През 2013 г. компанията е отличена с 5 златни медала на изложбите „Месомания“ и „Млечен свят“.[17]

- 2010, 2014, 2017, 2019 – компанията печели наградите на Superbrands.[18][19]

- През 2019 г. „Димитър Маджаров“ печели наградата на зрителските симпатии в надпреварата на най-добрите български компании от Fibank.[20]

- През 2020 г. компанията печели номинацията „Най-добър производител“ от PROGRESSIVE AWARDS 2020.[21]

- През април 2021 г. компанията печели наградата на Националния портал за интелектуална собственост IPBulgaria.bg за значим принос в развитието на интелектуалната собственост в България, за утвърждаване на български географски означения и храни с традиционно специфичен характер за месни и млечни продукти.[22]